# Phyllostegia haliakalae
Phyllostegia haliakalae är en kransblommig växtart som beskrevs av Heinrich Wawra. Phyllostegia haliakalae ingår i släktet Phyllostegia och familjen kransblommiga växter. Inga underarter finns listade i Catalogue of Life.